# Wershofen
Wershofen é um município da Alemanha localizada no distrito de Ahrweiler, no estado da Renânia-Palatinado.
É membro da associação municipal de Adenau.

## Demografia
Evolução da população (em 31 de dezembro de cada ano):
| - 1815 – 464 - 1835 – 525 - 1871 – 457 - 1905 – 513 - 1939 – 691 - 1950 – 693 | - 1961 – 658 - 1965 – 732 - 1970 – 766 - 1975 – 939 - 1980 – 920 - 1985 – 921 | - 1987 – 816 - 1990 – 806 - 1995 – 844 - 2000 – 912 - 2005 – 925 |

 Fonte: Statistisches Landesamt Rheinland-Pfalz